# Tihomir Buinjac
Tihomir Buinjac, född 28 februari 1974, är en friidrottare från Kroatien. Han deltog vid olympiska sommarspelen 2000.